# Mihai Wusek

a Compétitions nationales et continentales officielles uniquement.

b Matchs officiels uniquement.
Mihai Wusek, connu en France comme Michel Vusec,, né le 21 septembre 1938 à Bucarest et mort le 23 octobre 2008 à Lucé, est un joueur et entraîneur roumain de rugby à XV.
Son fils, Roland Vusec, fut également joueur professionnel de rugby.

## Palmarès

### En club
- Champion de Roumanie en 1958, 1959, 1960, 1962, 1966 et 1967.
- Vainqueur de la Coupe d'Europe des clubs champions FIRA en 1964.
- Finaliste de la Coupe d'Europe des clubs champions FIRA en 1962.
- Champion de France de première division en 1970[7]
- Demi-finaliste du Challenge Yves du Manoir en 1971.

### En sélection
- Vainqueur  de la Coupe européenne des nations en 1969.